# Claus-Dieter Heidecke
Claus-Dieter Heidecke (* 20. August 1954 in Frankfurt am Main) ist ein deutscher Chirurg und Hochschullehrer in Greifswald.

## Leben
Heidecke studierte an der Universität Regensburg und der Technischen Universität München. Er wurde Mitglied der Corps Franconia Jena (1974) und  Franconia München (1978). 1981 wurde er an der TU München mit einer experimentellen Arbeit zum Dr. med. promoviert. Von 1981 bis 1983 war er Research Fellow an der Harvard Medical School in Boston bei Nicholas Tilney und Terry Strom (Transplantationsimmunologie).
Von 1984 bis 2000 war er zunächst chirurgischer Assistenzarzt unter Jörg Rüdiger Siewert am Klinikum rechts der Isar  der TU München, seit 1992 Oberarzt der Klinik. Dort habilitierte er sich auch. Er ist Facharzt für Chirurgie (1991) mit Schwerpunkt Viszeralchirurgie (1995) und Thoraxchirurgie (2000). Im Jahr 2000 wurde er auf den Lehrstuhl für Allgemeine und Viszeralchirurgie an der Ernst-Moritz-Arndt-Universität zu Greifswald berufen.
Von 2001 bis 2020 leitete die Klinik für Allgemeine Chirurgie, Viszeral-, Thorax- und Gefäßchirurgie und das Darmzentrum sowie gemeinsam mit Markus M. Lerch das Pankreaskarzinomzentrum der Universitätsmedizin Greifswald. Er war von 2002 bis 2012 Studiendekan der Medinischen Fakultät der Universität Greifswald, wo er das Reform-Curriculum des Studiengangs Humanmedizin im klinischen Abschnitt umgesetzt hat. 2011 absolvierte er erfolgreich den Masterstudiengang "Gesundheitsmanagement" an der Hochschule Osnabrück.
Von 2009 bis 2016 war er Vorsitzender der Chirurgischen Arbeitsgemeinschaft für Qualität und Sicherheit in der Chirurgie (CAQS) der Deutschen Gesellschaft für Chirurgie. Von 2016 bis 2020 wirkte er als Besitzer im Vorstand des Aktionsbündnis Patientensicherheit (APS). Ferner war er Mitglied des Expertenpanels "Bauchchirurgie" im WIdO (2015–2020) sowie im Wissenschaftlichen Beirat der Initiative Qualitätsmedizin (IQM, 2018–2020). 2004 leitete er die 173. Tagung der Vereinigung Nordwestdeutscher Chirurgen.  2014/2015 war Heidecke Präsident der Deutschen Gesellschaft für Allgemein- und Viszeralchirurgie. In dieser Funktion leitete er mit Peter Galle (DGVS) den Kongress „Viszeralmedizin 2014“ in Leipzig. Er war stellvertretender Ärztlicher Vorstand der Universitätsmedizin Greifswald von 2012 bis 2017 und Ärztlicher Vorstand von 2018–2020, dabei zuletzt auch von 2019 bis 2020 Vorstandsvorsitzender. Zum 30. September 2020 wurde er emeritiert.
Seit 2021 leitet er das Institut für Qualitätssicherung und Transparenz im Gesundheitswesen (IQTIG) in Berlin.